# August Adelburg Abramović
August Adelburg Abramović (Turska, 1830. – 1873.) bio je hrvatski skladatelj i violinist hrvatsko-talijanskog podrijetla.
Bio je sin vlastelina iz Donje Podravine.

## Životopis
Za hrvatsku je glazbenu povijest značajan kao skladatelj opere Zrinyi, nadahnutog junaštvom Nikole Šubića Zrinskog kod Sigeta, a glazbeno je bila nadahnuta hrvatskom narodnom glazbom. Prvo ju je ponudio zagrebačkom Hrvatskom narodnom kazalištu. Budući da ono nije imalo uvjeta nužnih za njeno izvođenje, Abramović je doradio operu i praizveo je 1868. godine u Budimpešti.